# Saison 2016-2017 de l'Olympique lyonnais
Maillots
Chronologie
Saison précédente Saison suivante
La saison 2016-2017 de l'Olympique lyonnais est la soixante-dix-septième de l'histoire du club. Le club sort d'une saison où il a obtenu une seconde place en championnat directement qualificative pour la Ligue des champions.

## Avant-saison

### Transferts
Steed Malbranque, Henri Bedimo et Arnold Mvuemba sont en fin de contrat.
Le 13 mai, Dylan Mboumbouni signe son premier contrat professionnel, il portera le numéro 37.
Le 25 mai, le jeune attaquant Myziane Maolida signe son premier contrat professionnel, il portera le numéro 39.
Le 30 mai, Samuel Moutoussamy, formé à l'OL signe son premier contrat professionnel au FC Nantes. Il signe un contrat de 1 an.
Le 31 mai, Louis Nganioni & Lindsay Rose reviennent de prêt sans option d'achat, Nganioni prêté au FC Utrecht en Eredivisie lors du mercato estivale 2015 et Rose prêté à Lorient lors de la seconde partie de saison du mercato hivernale 2015.
Le 2 juin, les jeunes Dorian Grange et Isaac Hemans Arday signent leur 1er contrat professionnel, ils porteront les numéros 50 & 58. Hemans Arday est le 4e ghanéen de l'histoire du club rhodanien après Michael Essien & John Mensah.
Le 8 juin, Lee Marving Kouakou quitte l'OL transféré gratuitement à Lorient.
Le 13 juin, Romain Del Castillo est prêté pour une saison au FP01 Bourg-en-Bresse.
Le 17 juin, Steed Malbranque quitte l'OL pour signer au SM Caen. Il signe un contrat de 1 an.
Le 20 juin, le meilleur buteur de la CFA qui a signé son premier contrat professionnel en 2014, Mour Paye quitte l'OL transféré gratuitement pour s'engager à ESTAC Troyes. Il signe un contrat de 2 ans.
Le 21 juin, le latéral gauche international polonais Maciej Rybus la première recrue du club, signe à Lyon gratuitement un contrat de 3 ans. Il portera le numéro 31, Rybus est le 2e polonais de l'histoire du club rhodanien après Jacek Bak
Le 23 juin, Henri Bedimo déjà en fin de contrat avec l'OL rejoint librement l'Olympique de Marseille. Il signe un contrat de 3 ans.
Le 27 juin, Bakary Koné quitte l'OL pour signer avec Málaga CF pour un montant de 800 000 euros auquel pourra s’ajouter des incentives pour un maximum de 1,2 million d'euros.
Le 29 juin, Nicolas Nkoulou libre qu'il est en fin de contrat avec l'Olympique de Marseille signe à l'OL pour un contrat de 4 ans. Il portera le numéro 3, Nkoulou est le 9e camerounais de l'histoire du club rhodanien après Marc-Vivien Foé, Jean II Makoun, Clinton Njie & Henri Bedimo.
Le 30 juin, Samuel Umtiti quitte l'OL pour le FC Barcelone pour 25 millions d'euros, mais, le défenseur qui participe à l'Euro avec l'Équipe de France sera transféré officiellement au club catalan à partir du 12 juillet. Le même jour, Lindsay Rose quitte l'OL pour s'engager avec le FC Lorient pour indémnité de 1,5 million d'euros + 300 000 euros de bonus pour un contrat de 4 ans. Autre transfert, Kim Shin reviens au Jeonbuk Hyundai Motors après être prêté deux ans à l'OL.
Le 4 juillet, Houssem Aouar signe son premier contrat professionnel, il portera le numéro 47. Il signe un contrat de 3 ans.
Le 5 juillet, Louis Nganioni est prêté par l'OL à Brest sans option d'achat.
Le 7 juillet, arrivé depuis plusieurs semaines à Lyon, l'OL officialise l'arrivée d'Emanuel Mammana en provenance de River Plate, l'international argentin signe avec l'OL, un contrat de 5 ans pour un montant de 7,5 millions d'euros. Il portera le numéro 4, Mammana est le 8e argentin de l'histoire du club rhodanien après Lisandro López et Fabián Monzón.
Le 12 juillet, le FC Barcelone officialise le transfert de Samuel Umtiti en provenance de l'Olympique lyonnais, il a signé un contrat de 5 ans pour un montant de 25 millions d'euros.
Le 27 juillet, Zakarie Labidi quitte l'OL en résiliant son contrat, il part pour Brest en Ligue 2, il signe un contrat de 1 an en faveur du club breton.
Le 3 août, le défenseur international norvégien Ulrik Jenssen qui en fin de contrat quitte l'OL pour signer son contrat professionnel à Tromsø IL dans son pays en Norvège, il signe un contrat de 3 ans en faveur du 13e de Tippeligaen.
Le 17 août, Thadée Kaleba quitte l'OL après neuf saisons passé au club rhodanien, il signe au Chievo Vérone son premier contrat professionnel pour un an + trois saisons pro en faveur du club vénétien de Serie A.
Le 31 août (dernier jour du mercato), l'international marocain Fahd Moufi est prêté par l'OL sans option d'achat à Sedan, club de National. Le même jour, Jérémy de Sousa quitte l'OL pour retourner à son club formateur du FC Salaise en Ligue régionale de football.
Le 6 septembre, Arnold Mvuemba est en fin de contrat avec l'OL fait son retour à Lorient. Il signe un contrat de 2 ans.
Le 15 septembre, le Franco-Congolais, Jean-Philippe Mateta signe à l'OL en provenance de Châteauroux pour un montant de 2 millions d'euros (+ 3 millions en bonus). Il signe un contrat de 5 ans et portera le numéro 19, libre depuis que Mathieu Valbuena a changé de numéro.
Le 9 janvier, Aldo Kalulu est prêté par l'OL au Stade rennais jusqu'à la fin de la saison. Il remplacera Paul-Georges Ntep, vendu par son club au VfL Wolfsbourg. Le même jour, Gaëtan Perrin est prêté lui aussi jusqu'à la fin de la saison à l'US Orléans en Ligue 2.
Le 11 janvier, l'OL prête Olivier Kemen jusqu'à la fin de la saison au Gazélec Ajaacio, pensionnaire de Ligue 2.
Le 18 janvier, le prêt de l'OL de Gaëtan Perrin à Orléans a été annulé par la DNCG car, le club orléanais est interdit de recrutement à la suite du départ de leur milieu de terrain Jean-Eudes Aholou à Strasbourg et de plusieurs autres départs. Du coup, le jeune attaquant est revenu à Lyon. Le même jour, Gueïda Fofana décide de prendre sa retraite à 25 ans à la suite de la blessure à sa cheville, mais il pourrait se reconvertir dans le staff technique du club.
Le 20 janvier, Memphis Depay signe à l'OL en provenance de Manchester United pour un montant de 16,5 millions d'euros (+ 8 millions en bonus). Il signe un contrat de 4 ans et demi et portera le numéro 9. Depay est le 2e néerlandais de l'histoire du club rhodanien après Michel Valke et devient la 6e recrue la plus chère du club rhodanien.
Le 28 janvier, Clément Grenier est prêté par l'OL avec option d'achat fixée entre 3 et 5 millions d'euros à l'AS Rome.
Le 23 février, Elisha Owusu signe son 1er contrat pro avec l'OL. Il signe un contrat de 4 ans.
Le 9 mars, Alan Dzabana signe son 1er contrat pro avec l'OL. Il signe un contrat de 3 ans et porte le numéro 45.
Le 19 avril, Gédéon Kalulu, le frère d'Aldo Kalulu signe son 1er contrat pro avec l'OL. Il signe un contrat de 3 ans.
Le 5 mai, Yoann Martelat signe son 1er contrat pro avec l'OL. Il signe un contrat de 2 ans.

## Stage et matchs d'avant saison
La reprise de l'entraînement s'est déroulé le jeudi 23 juin. Le groupe de reprise comprend les joueurs professionnels : Cornet, Tolisso, Nganioni, Labidi, Diakhaby, D'Arpino, Mboumbouni, Perrin, Grange, Hemans Arday. et plusieurs jeunes : Cognat, Aouar, Lebongo, etc. Alexandre Lacazette et Rachid Ghezzal sont attendus au plus tard le 4 juillet. Les internationaux (Lopes, Jallet, Umtiti dépendra de leurs parcours avec leurs sélections respectives et Tousart est attendu au plus tard le 19 juillet).
Le groupe part en stage à Tignes en Savoie du 26 juin au 1er juillet. Les cinq matchs amicaux sont contre le Bourg-en-Bresse 01 le 2 juillet à Marcel-Verchère, contre le Zénith Saint-Pétersbourg le 9 juillet à Joseph-Moynat, contre Fenerbahçe SK le 16 juillet à Istanbul, contre le Sporting le 23 juillet à Lisbonne, et contre le Benfica le 31 juillet au Parc OL. Le match face au Fenerbahçe SK à Istanbul est finalement annulé à cause d'un manque de sécurité évident au vu de la tentative de coup d'État en Turquie.

## Équipe type

### Changements d'effectif
A l'entame de la saison 2016/17, les hommes de Bruno Génésio évolue dans un 4-3-3 classique. Au poste de gardien de but, Anthony Lopes est conservé titulaire jusqu'à la fin de la saison. En défense, on a le duo Yanga-Mbiwa/Nkoulou et les latéraux Rybus/Rafael. En milieu de terrain, on a le capitaine Maxime Gonalons en milieu défensif et le duo Tolisso/Darder. Et en attaque, nous avons le trio Fekir/Lacazette/Cornet.
| Lopes Y. Mapou Nkoulou Rafael Rybus Gonalons (C) Darder Tolisso Fekir Cornet Lacazette |

| Lopes Mammana Diakhaby Rafael Morel Gonalons (C) Fékir Tolisso Valbuena Depay Lacazette |

### Changements de systèmes de jeux
| - 4-5-1 (9 reprises) - 4-4-2 (5 reprises) - 4-3-3 (5 reprises) - 5-4-1 (2 reprises) - 3-5-2 (3 reprises) |

### Onze Type (Toutes compétitions)
Le tableau ci-dessous présente le onze type toutes compétitions confondues obtenu selon le temps de jeu : 
| \| No. \| Pos. \| Joueur \| Temps de jeu \| Matchs \| Remplaçants (matchs) \| \| --- \| ---- \| ------------------- \| ------------ \| ------ \| ----------------------- \| \| 1 \| GB \| Anthony Lopes \| 4911 min \| 53 \| Gorgelin(2) \| \| 15 \| DG \| Jérémy Morel \| 3888 min \| 44 \| Rybus (27), Gaspar (2) \| \| 5 \| DC \| Mouctar Diakhaby \| 2956 min \| 34 \| Nkoulou (21) \| \| 2 \| DC \| Mapou Yanga-Mbiwa \| 2901 min \| 33 \| Mammana (24) \| \| 20 \| DD \| Rafael \| 3250 min \| 40 \| Jallet (22) \| \| 21 \| MD \| Maxime Gonalons \| 3746 min \| 44 \| Tousart (33), Kemen (2) \| \| 8 \| MR \| Corentin Tolisso \| 3922 min \| 47 \| Darder (34), Ferri (35) \| \| 14 \| AiD \| Mathieu Valbuena \| 2628 min \| 43 \| Ghezzal (35) \| \| 18 \| AC \| Nabil Fékir \| 3374 min \| 49 \| Grenier (6) \| \| 27 \| AiG \| Maxwell Cornet \| 2992 min \| 51 \| Memphis (17) \| \| 10 \| AC \| Alexandre Lacazette \| 3530 min \| 45 \| Mateta (3), Kalulu (6) \| Mise à jour le 22 mai 2017 à l'issue de la saison 2016/2017 de Ligue 1 | Lopes Diakhaby Yanga-Mbiwa Rafael Morel Gonalons(C) Tolisso Fékir Valbuena Cornet Lacazette |                     |              |        |                         |
| No. | Pos.                                                                                        | Joueur              | Temps de jeu | Matchs | Remplaçants (matchs)    |
| 1 | GB                                                                                          | Anthony Lopes       | 4911 min     | 53     | Gorgelin(2)             |
| 15 | DG                                                                                          | Jérémy Morel        | 3888 min     | 44     | Rybus (27), Gaspar (2)  |
| 5 | DC                                                                                          | Mouctar Diakhaby    | 2956 min     | 34     | Nkoulou (21)            |
| 2 | DC                                                                                          | Mapou Yanga-Mbiwa   | 2901 min     | 33     | Mammana (24)            |
| 20 | DD                                                                                          | Rafael              | 3250 min     | 40     | Jallet (22)             |
| 21 | MD                                                                                          | Maxime Gonalons     | 3746 min     | 44     | Tousart (33), Kemen (2) |
| 8 | MR                                                                                          | Corentin Tolisso    | 3922 min     | 47     | Darder (34), Ferri (35) |
| 14 | AiD                                                                                         | Mathieu Valbuena    | 2628 min     | 43     | Ghezzal (35)            |
| 18 | AC                                                                                          | Nabil Fékir         | 3374 min     | 49     | Grenier (6)             |
| 27 | AiG                                                                                         | Maxwell Cornet      | 2992 min     | 51     | Memphis (17)            |
| 10 | AC                                                                                          | Alexandre Lacazette | 3530 min     | 45     | Mateta (3), Kalulu (6)  |

## Trophée des champions
| Titulaires :  |                     |     |
|               |                     |     |
| 1             | Kevin Trapp         |     |
| 19            | Serge Aurier        |     |
| 3             | Presnel Kimpembe    |     |
| 32            | David Luiz          | 76e |
| 20            | Layvin Kurzawa      | 76e |
| 4             | Benjamin Stambouli  |     |
| 8             | Thiago Motta        |     |
| 7             | Lucas               |     |
| 10            | Javier Pastore      |     |
| 21            | Hatem Ben Arfa      |     |
| 11            | Angel Di Maria      | 66e |
|               |                     |     |
| Remplaçants : |                     |     |
| 16            | Alphonse Areola     |     |
| 12            | Thomas Meunier      | 76e |
| 17            | Maxwell             | 76e |
| 6             | Marco Verratti      | 66e |
| 14            | Blaise Matuidi      |     |
| 29            | Jean-Kévin Augustin |     |
| 36            | Jonathan Ikone      |     |
|               |                     |     |
| Entraîneur :  |                     |     |
| Unai Emery    |                     |     |

| Titulaires :  |                     |     |
|               |                     |     |
| 1             | Anthony Lopes       |     |
| 20            | Rafael              | 65e |
| 2             | Mapou Yanga-Mbiwa   |     |
| 3             | Nicolas N'Koulou    |     |
| 15            | Jérémy Morel        |     |
| 21            | Maxime Gonalons     |     |
| 8             | Corentin Tolisso    |     |
| 14            | Sergi Darder        | 77e |
| 18            | Nabil Fékir         |     |
| 10            | Alexandre Lacazette | 46e |
| 27            | Maxwell Cornet      |     |
|               |                     |     |
| Remplaçants : |                     |     |
| 30            | Mathieu Gorgelin    |     |
| 5             | Mouctar Diakhaby    |     |
| 13            | Christophe Jallet   | 65e |
| 7             | Clément Grenier     |     |
| 12            | Jordan Ferri        | 77e |
| 25            | Houssem Aouar       |     |
| 28            | Mathieu Valbuena    | 46e |
|               |                     |     |
| Entraîneur :  |                     |     |
| Bruno Génésio |                     |     |

| Titulaires :  |                     |     |
|               |                     |     |
| 1             | Kevin Trapp         |     |
| 19            | Serge Aurier        |     |
| 3             | Presnel Kimpembe    |     |
| 32            | David Luiz          | 76e |
| 20            | Layvin Kurzawa      | 76e |
| 4             | Benjamin Stambouli  |     |
| 8             | Thiago Motta        |     |
| 7             | Lucas               |     |
| 10            | Javier Pastore      |     |
| 21            | Hatem Ben Arfa      |     |
| 11            | Angel Di Maria      | 66e |
|               |                     |     |
| Remplaçants : |                     |     |
| 16            | Alphonse Areola     |     |
| 12            | Thomas Meunier      | 76e |
| 17            | Maxwell             | 76e |
| 6             | Marco Verratti      | 66e |
| 14            | Blaise Matuidi      |     |
| 29            | Jean-Kévin Augustin |     |
| 36            | Jonathan Ikone      |     |
|               |                     |     |
| Entraîneur :  |                     |     |
| Unai Emery    |                     |     |

| Titulaires :  |                     |     |
|               |                     |     |
| 1             | Anthony Lopes       |     |
| 20            | Rafael              | 65e |
| 2             | Mapou Yanga-Mbiwa   |     |
| 3             | Nicolas N'Koulou    |     |
| 15            | Jérémy Morel        |     |
| 21            | Maxime Gonalons     |     |
| 8             | Corentin Tolisso    |     |
| 14            | Sergi Darder        | 77e |
| 18            | Nabil Fékir         |     |
| 10            | Alexandre Lacazette | 46e |
| 27            | Maxwell Cornet      |     |
|               |                     |     |
| Remplaçants : |                     |     |
| 30            | Mathieu Gorgelin    |     |
| 5             | Mouctar Diakhaby    |     |
| 13            | Christophe Jallet   | 65e |
| 7             | Clément Grenier     |     |
| 12            | Jordan Ferri        | 77e |
| 25            | Houssem Aouar       |     |
| 28            | Mathieu Valbuena    | 46e |
|               |                     |     |
| Entraîneur :  |                     |     |
| Bruno Génésio |                     |     |

## Championnat de France

### Août

#### Récapitulatif Journées 1 à 3
| Journée 1                   | AS Nancy-Lorraine                                       | 0 - 3   | Olympique Lyonnais                                 | Stade Marcel-Picot, Tomblaine                                             |                                                                           |
| Dimanche 14 août 2016 15:00 | 27e Cuffaut · 40e N'Guessan · 43e Muratori · 78e Badila | (0 - 2) | 33e 44e 90+2e Lacazette · 29e Nkoulou · 35e Rafael | Spectateurs : 18 885 Diffuseur : BeIN Sports 1 Arbitrage : Amaury Delerue | Spectateurs : 18 885 Diffuseur : BeIN Sports 1 Arbitrage : Amaury Delerue |
| Dimanche 14 août 2016 15:00 | Rapport                                                 |         |                                                    | Spectateurs : 18 885 Diffuseur : BeIN Sports 1 Arbitrage : Amaury Delerue | Spectateurs : 18 885 Diffuseur : BeIN Sports 1 Arbitrage : Amaury Delerue |

| Journée 2                   | Olympique lyonnais                                                                   | 2 - 0   | SM Caen                                                         | Parc Olympique lyonnais, Décines-Charpieu                                |                                                                          |
| Vendredi 19 août 2016 20:45 | Lacazette 31e (pen.) 90+6e (pen.) · 69e Yanga-Mbiwa · 87e Lacazette · 90+4e Gonalons | (1 - 0) | · 28e Dabo · 30e Santini · 90+1e Malbranque · 90+5e Ben Youssef | Spectateurs : 41 171 Diffuseur : Canal + Sport Arbitrage : Benoît Millot | Spectateurs : 41 171 Diffuseur : Canal + Sport Arbitrage : Benoît Millot |
| Vendredi 19 août 2016 20:45 | Rapport                                                                              |         |                                                                 | Spectateurs : 41 171 Diffuseur : Canal + Sport Arbitrage : Benoît Millot | Spectateurs : 41 171 Diffuseur : Canal + Sport Arbitrage : Benoît Millot |

| Journée 3                 | Dijon FCO                                                                                               | 4 - 2   | Olympique Lyonnais                                        | Stade Gaston-Gérard, Dijon                                             |                                                                        |
| Samedi 27 août 2016 17:00 | Sammaritano 24e (pen.) · Tavares 45e · Bahamboula 73e · Lees-Melou 87e · Amalfitano 45+1e · Balmont 54e | (2 - 2) | 20e Tolisso · 36e Lacazette · 22e N'Koulou · 74e Gonalons | Spectateurs : 10 369 Diffuseur : Canal + Sport Arbitrage : Johan Hamel | Spectateurs : 10 369 Diffuseur : Canal + Sport Arbitrage : Johan Hamel |
| Samedi 27 août 2016 17:00 | Rapport                                                                                                 |         |                                                           | Spectateurs : 10 369 Diffuseur : Canal + Sport Arbitrage : Johan Hamel | Spectateurs : 10 369 Diffuseur : Canal + Sport Arbitrage : Johan Hamel |

#### Première trêve internationale
Nabil Fekir & Alexandre Lacazette font leur retour en Équipe de France, rappelés par Didier Deschamps pour jouer les deux matchs, le match amical face à l'Italie le 1er septembre à Bari et le match de qualification pour la Coupe du monde 2018 face à la Biélorussie le 6 septembre à Borisov. Corentin Tolisso & Maxwell Cornet ont été appelés par Pierre Mankowski en Équipe de France espoirs pour les deux matchs des éliminatoires de l'Euro 2017 face à l'Ukraine le 2 septembre à Kiev et face à l'Islande le 6 septembre à Caen au Stade Michel-d'Ornano. Houssem Aouar & Timothé Cognat ont été appelés en Équipe de France des moins de 19 ans pour un tournoi amical en Serbie le 2 septembre face aux États-Unis et le 3 septembre face à la Serbie. Rachid Ghezzal est appelé par Milovan Rajevac avec l'Algérie pour le dernier match des éliminatoires de la Coupe d'Afrique des nations 2017 face au Équipe du Lesotho de football le 4 septembre à Blida. Anthony Lopes est sélectionné avec le Portugal pour les matchs face au Gibraltar le 1er septembre à Porto et face à la Suisse le 6 septembre à Bâle pour les qualifications de la Coupe du monde 2018. Maciej Rybus forfait pour l'Euro 2016 retrouve la Pologne pour le match face au Kazakhstan le 4 septembre à Astana. Alexandre Lacazette & Nabil Fekir sont forfaits pour les matchs de l'Équipe de France face à l'Italie et la Biélorussie, Lacazette est remplacé par l'attaquant de l'Atletico Madrid, Kevin Gameiro, Fekir est remplacé par l'attaquant du Borussia Dortmund, Ousmane Dembélé. Anthony Lopes declare forfait avec le Portugal à la suite d'une douleur à l'épaule droite, il est remplacé par le portier du SC Braga, Carlos Marafona.

### Septembre

#### Récapitulatif Journées 4 à 7
| Journée 4                      | Olympique Lyonnais                                  | 1 - 3   | Girondins de Bordeaux                              | Parc Olympique lyonnais, Décines-Charpieu                                             |                                                                                       |
| Samedi 10 septembre 2016 17:00 | 2e Kalulu · 67e Gonalons · 75e Rafael · 85e Ghezzal | (1 - 1) | 33e Malcom · 71e Sertic · 90e Ménez · 60e Contento | Spectateurs : 40 976 Diffuseur : Canal+ Sport, beIN Sports 1 Arbitrage : Ruddy Buquet | Spectateurs : 40 976 Diffuseur : Canal+ Sport, beIN Sports 1 Arbitrage : Ruddy Buquet |
| Samedi 10 septembre 2016 17:00 |                                                     |         |                                                    | Spectateurs : 40 976 Diffuseur : Canal+ Sport, beIN Sports 1 Arbitrage : Ruddy Buquet | Spectateurs : 40 976 Diffuseur : Canal+ Sport, beIN Sports 1 Arbitrage : Ruddy Buquet |

| Journée 5                        | Olympique de Marseille                         | 0 - 0   | Olympique lyonnais            | Orange Vélodrome, Marseille                                         |                                                                     |
| Dimanche 18 septembre 2016 20:45 | 28e Hubocan · 77e Zambo Anguissa · 86e Machach | (0 - 0) | 68e Tousart · 81e Yanga-Mbiwa | Spectateurs : 32 564 Diffuseur : Canal + Arbitrage : Antony Gautier | Spectateurs : 32 564 Diffuseur : Canal + Arbitrage : Antony Gautier |
| Dimanche 18 septembre 2016 20:45 |                                                |         |                               | Spectateurs : 32 564 Diffuseur : Canal + Arbitrage : Antony Gautier | Spectateurs : 32 564 Diffuseur : Canal + Arbitrage : Antony Gautier |

| Journée 6                        | Olympique lyonnais                                  | 5 - 1   | Montpellier HSC                     | Parc Olympique lyonnais, Décines-Charpieu                                                                     | |
| Mercredi 21 septembre 2016 19:00 | 36e (pen.) 57e Fekir · 42e 71e Tolisso · 75e Cornet | (2 - 1) | 4e Sanson · 8e Poaty · 36e Deplagne | Spectateurs : 32 193 Diffuseur : beIN Sports 1 (multiplex) et beIN Sports Max 5 Arbitrage : Bartolomeu Varela | Spectateurs : 32 193 Diffuseur : beIN Sports 1 (multiplex) et beIN Sports Max 5 Arbitrage : Bartolomeu Varela |
| Mercredi 21 septembre 2016 19:00 |                                                     |         |                                     | Spectateurs : 32 193 Diffuseur : beIN Sports 1 (multiplex) et beIN Sports Max 5 Arbitrage : Bartolomeu Varela | Spectateurs : 32 193 Diffuseur : beIN Sports 1 (multiplex) et beIN Sports Max 5 Arbitrage : Bartolomeu Varela |

| Journée 7                      | FC Lorient                       | 1 - 0   | Olympique Lyonnais | Stade du Moustoir, Lorient                                              |                                                                         |
| Samedi 24 septembre 2016 17:00 | 51e Cabot · 63e Cabot · 90e Cafu | (0 - 0) | 82e Valbuena       | Spectateurs : 10 628 Diffuseur : Canal+ Sport Arbitrage : Mikael Lesage | Spectateurs : 10 628 Diffuseur : Canal+ Sport Arbitrage : Mikael Lesage |
| Samedi 24 septembre 2016 17:00 |                                  |         |                    | Spectateurs : 10 628 Diffuseur : Canal+ Sport Arbitrage : Mikael Lesage | Spectateurs : 10 628 Diffuseur : Canal+ Sport Arbitrage : Mikael Lesage |

### Octobre

#### Récapitulatif Journées 8 à 11
| Journée 8                     | Olympique Lyonnais                                              | 2 - 0   | AS Saint-Étienne | Parc Olympique lyonnais, Décines-Charpieu                          |                                                                    |
| Dimanche 2 octobre 2016 20:45 | 41e Darder · 89e Ghezzal · 40e Morel · 56e Valbuena · 67e Ferri | (1 - 0) | 33e Lacroix      | Spectateurs : 57 050 Diffuseur : Canal+ Arbitrage : Clément Turpin | Spectateurs : 57 050 Diffuseur : Canal+ Arbitrage : Clément Turpin |
| Dimanche 2 octobre 2016 20:45 |                                                                 |         |                  | Spectateurs : 57 050 Diffuseur : Canal+ Arbitrage : Clément Turpin | Spectateurs : 57 050 Diffuseur : Canal+ Arbitrage : Clément Turpin |

| Journée 9                      | OGC Nice                                                        | 2 - 0   | Olympique Lyonnais                              | Allianz Riviera, Nice                                                  |                                                                        |
| Vendredi 14 octobre 2016 20:45 | 5e Baysse · 76e Seri · 25e Henrique · 71e Dante · 85e Balotelli | (1 - 0) | 21e Morel · 28e Fékir · 43e Darder · 80e Gaspar | Spectateurs : 28 139 Diffuseur : Canal+ Sport Arbitrage : Ruddy Buquet | Spectateurs : 28 139 Diffuseur : Canal+ Sport Arbitrage : Ruddy Buquet |
| Vendredi 14 octobre 2016 20:45 |                                                                 |         |                                                 | Spectateurs : 28 139 Diffuseur : Canal+ Sport Arbitrage : Ruddy Buquet | Spectateurs : 28 139 Diffuseur : Canal+ Sport Arbitrage : Ruddy Buquet |

| Journée 10                   | Olympique Lyonnais                 | 1 - 3   | EA Guingamp                                                       | Parc Olympique lyonnais, Décines-Charpieu                                |                                                                          |
| Samedi 22 octobre 2016 17:00 | 37e (pen.) Lacazette · 67e Tolisso | (1 - 0) | 46e Salibur · 52e 77e Coco · 36e Diallo · 53e Kerbrat · 72e Ikoko | Spectateurs : 39 184 Diffuseur : Canal+ Sport Arbitrage : Antony Gautier | Spectateurs : 39 184 Diffuseur : Canal+ Sport Arbitrage : Antony Gautier |
| Samedi 22 octobre 2016 17:00 |                                    |         |                                                                   | Spectateurs : 39 184 Diffuseur : Canal+ Sport Arbitrage : Antony Gautier | Spectateurs : 39 184 Diffuseur : Canal+ Sport Arbitrage : Antony Gautier |

| 11e journée                  | Toulouse FC                                      | 1 - 2   | Olympique lyonnais                                                                    | Stadium, Toulouse                                                       |                                                                         |
| Samedi 29 octobre 2016 17:00 | Christopher Jullien 26e · 32e Sylla · 35e Durmaz | (1 - 1) | 15e 52e Alexandre Lacazette · 43e Rafael · 54e Mammana · 56e Rafael · 90+3e Lacazette | Spectateurs : 24 141 Diffuseur : Canal+ Sport Arbitrage : Benoît Millot | Spectateurs : 24 141 Diffuseur : Canal+ Sport Arbitrage : Benoît Millot |
| Samedi 29 octobre 2016 17:00 |                                                  |         |                                                                                       | Spectateurs : 24 141 Diffuseur : Canal+ Sport Arbitrage : Benoît Millot | Spectateurs : 24 141 Diffuseur : Canal+ Sport Arbitrage : Benoît Millot |

### Novembre

#### Récapitulatif Journées 12 à 15
| Journée 12                   | Olympique Lyonnais                                                     | 2 - 1   | SC Bastia                                                                          | Parc Olympique lyonnais, Décines-Charpieu                                                                   | |
| Samedi 5 novembre 2016 20:00 | Alexandre Lacazette 37e (pen.) · Pierre Bengtsson 86e (csc) · 3e Fékir | (1 - 0) | Enzo Crivelli 90+2e · 1e Danic · 41e Diallo · 47e Leca · 67e Cahuzac · 74e Cahuzac | Spectateurs : 33 886 Diffuseur : beIN Sports 1 (multiplex) et beIN Sports Max 7 Arbitrage : Stéphane Lannoy | Spectateurs : 33 886 Diffuseur : beIN Sports 1 (multiplex) et beIN Sports Max 7 Arbitrage : Stéphane Lannoy |
| Samedi 5 novembre 2016 20:00 |                                                                        |         |                                                                                    | Spectateurs : 33 886 Diffuseur : beIN Sports 1 (multiplex) et beIN Sports Max 7 Arbitrage : Stéphane Lannoy | Spectateurs : 33 886 Diffuseur : beIN Sports 1 (multiplex) et beIN Sports Max 7 Arbitrage : Stéphane Lannoy |

| Journée 13                      | Lille OSC                                                   | 0 - 1   | Olympique Lyonnais                                         | Stade Pierre-Mauroy, Villeneuve-d'Ascq                                       |                                                                              |
| Vendredi 18 novembre 2016 20:45 | 21e Sankhare · 26e Corchia · 46e de Préville · 55e Sankhare | (0 - 1) | 3e Maxwell Cornet · 32e Cornet · 73e Rafael · 76e Diakhaby | Spectateurs : 28 660 Diffuseur : Canal+ Sport Arbitrage : Jérôme Miguelgorry | Spectateurs : 28 660 Diffuseur : Canal+ Sport Arbitrage : Jérôme Miguelgorry |
| Vendredi 18 novembre 2016 20:45 |                                                             |         |                                                            | Spectateurs : 28 660 Diffuseur : Canal+ Sport Arbitrage : Jérôme Miguelgorry | Spectateurs : 28 660 Diffuseur : Canal+ Sport Arbitrage : Jérôme Miguelgorry |

| Journée 14                      | Olympique Lyonnais                 | 1 - 2   | Paris Saint-Germain                                                                                                   | Parc Olympique lyonnais, Décines-Charpieu                        |                                                                  |
| Dimanche 27 novembre 2016 20:45 | Mathieu Valbuena 48e · 45+2e Ferri | (0 - 1) | Edinson Cavani 30e (pen.) 81e · 19e Ben Arfa · 43e Matuidi · 75e Motta · 83e Aurier · 86e Thiago Silva · 89e Verratti | Spectateurs : 55 107 Diffuseur : Canal+ Arbitrage : Ruddy Buquet | Spectateurs : 55 107 Diffuseur : Canal+ Arbitrage : Ruddy Buquet |
| Dimanche 27 novembre 2016 20:45 |                                    |         | | Spectateurs : 55 107 Diffuseur : Canal+ Arbitrage : Ruddy Buquet | Spectateurs : 55 107 Diffuseur : Canal+ Arbitrage : Ruddy Buquet |

| Journée 15                      | FC Nantes       | 0 - 6   | Olympique Lyonnais | Stade de la Beaujoire, Nantes                                                             |                                                                                           |
| Mercredi 30 novembre 2016 19:00 | 39e Vizcarrondo | (0 - 3) | Corentin Tolisso 16e · Alexandre Lacazette 39e (pen.) · Maxime Gonalons 40e · Mathieu Valbuena 60e · Mouctar Diakhaby 75e · Nabil Fekir 81e · 67e Gonalons | Spectateurs : 18 964 Diffuseur : beIN Sports 1 - beIN Sports 3 Arbitrage : Clément Turpin | Spectateurs : 18 964 Diffuseur : beIN Sports 1 - beIN Sports 3 Arbitrage : Clément Turpin |
| Mercredi 30 novembre 2016 19:00 |                 |         | | Spectateurs : 18 964 Diffuseur : beIN Sports 1 - beIN Sports 3 Arbitrage : Clément Turpin | Spectateurs : 18 964 Diffuseur : beIN Sports 1 - beIN Sports 3 Arbitrage : Clément Turpin |

### Décembre

#### Récapitulatif Journées 17 à 19
| Journée 17                      | Olympique Lyonnais                                                 | 1 - 0   | Stade rennais FC | Parc Olympique lyonnais, Décines-Charpieu                                |                                                                          |
| Dimanche 11 décembre 2016 15:00 | Mathieu Valbuena 27e · 43e Rafael · 53e Yanga-Mbiwa · 90+3e Darder | (1 - 0) | 67e Bensebaini   | Spectateurs : 33 901 Diffuseur : beIN Sports 1 Arbitrage : Benoît Millot | Spectateurs : 33 901 Diffuseur : beIN Sports 1 Arbitrage : Benoît Millot |
| Dimanche 11 décembre 2016 15:00 |                                                                    |         |                  | Spectateurs : 33 901 Diffuseur : beIN Sports 1 Arbitrage : Benoît Millot | Spectateurs : 33 901 Diffuseur : beIN Sports 1 Arbitrage : Benoît Millot |

| Journée 18                      | AS Monaco                                                                  | 1 - 3   | Olympique Lyonnais                                                          | Stade Louis-II, Monaco                                           |                                                                  |
| Dimanche 18 décembre 2016 20:45 | Bakayoko 70e · 26e Sidibé · 39e Mendy · 52e Silva · 53e Fabinho · 56e Glik | (0 - 1) | 29e Ghezzal · 65e Valbuena · 87e Lacazette · 42e Yanga-Mbiwa · 74e Valbuena | Spectateurs : 13 129 Diffuseur : Canal+ Arbitrage : Ruddy Buquet | Spectateurs : 13 129 Diffuseur : Canal+ Arbitrage : Ruddy Buquet |
| Dimanche 18 décembre 2016 20:45 |                                                                            |         |                                                                             | Spectateurs : 13 129 Diffuseur : Canal+ Arbitrage : Ruddy Buquet | Spectateurs : 13 129 Diffuseur : Canal+ Arbitrage : Ruddy Buquet |

| Journée 19                      | Olympique Lyonnais       | 2 - 0   | Angers SCO                  | Parc Olympique lyonnais, Décines-Charpieu                                                 |                                                                                           |
| Mercredi 21 décembre 2016 20:50 | Lacazette 9e · Fekir 84e | (1 - 0) | 34e Diedhiou · 77e Pavlović | Spectateurs : 32 098 Diffuseur : beiN Sports 1 - beIN Sports 3 Arbitrage : Clément Turpin | Spectateurs : 32 098 Diffuseur : beiN Sports 1 - beIN Sports 3 Arbitrage : Clément Turpin |
| Mercredi 21 décembre 2016 20:50 |                          |         |                             | Spectateurs : 32 098 Diffuseur : beiN Sports 1 - beIN Sports 3 Arbitrage : Clément Turpin | Spectateurs : 32 098 Diffuseur : beiN Sports 1 - beIN Sports 3 Arbitrage : Clément Turpin |

### Janvier
| Journée 20                     | SM Caen                                                                          | 3 - 2   | Olympique Lyonnais                                              | Stade Michel-d'Ornano, Caen                                                 |                                                                             |
| Dimanche 15 janvier 2017 17:00 | Cornet 8e (csc) · Santini 29e (pen.) 61e · 1e Guibert · 29e Santini · 84e Bazile | (2 - 2) | 29e (pen.) 61e Lacazette · 38e Diakhaby · 48e Fekir · 87e Rybus | Spectateurs : 18 935 Diffuseur : beIN Sports 1 Arbitrage : Franck Schneider | Spectateurs : 18 935 Diffuseur : beIN Sports 1 Arbitrage : Franck Schneider |
| Dimanche 15 janvier 2017 17:00 |                                                                                  |         |                                                                 | Spectateurs : 18 935 Diffuseur : beIN Sports 1 Arbitrage : Franck Schneider | Spectateurs : 18 935 Diffuseur : beIN Sports 1 Arbitrage : Franck Schneider |

| Journée 21                     | Olympique Lyonnais                                 | 3 - 1   | Olympique de Marseille            | Parc Olympique lyonnais, Décines-Charpieu                        |                                                                  |
| Dimanche 22 janvier 2017 20:45 | Valbuena 43e · Lacazette 61e 75e · 37e Yanga-Mbiwa | (1 - 0) | 67e Dória · 48e Fanni · 85e Sakai | Spectateurs : 48 147 Diffuseur : Canal+ Arbitrage : Ruddy Buquet | Spectateurs : 48 147 Diffuseur : Canal+ Arbitrage : Ruddy Buquet |
| Dimanche 22 janvier 2017 20:45 |                                                    |         |                                   | Spectateurs : 48 147 Diffuseur : Canal+ Arbitrage : Ruddy Buquet | Spectateurs : 48 147 Diffuseur : Canal+ Arbitrage : Ruddy Buquet |

| Journée 22                   | Olympique Lyonnais                  | 1 - 2   | LOSC Lille                                                        | Parc Olympique lyonnais, Décines-Charpieu                             |                                                                       |
| Samedi 28 janvier 2017 17:00 | Lacazette 86e (pen.) · Valbuena 58e | (0 - 1) | 38e 80e (pen.) Benzia · 16eSankharé · 75eBauthéac · 90+5eBissouma | Spectateurs : 35 479 Diffuseur : Canal+ Sport Arbitrage : Johan Hamel | Spectateurs : 35 479 Diffuseur : Canal+ Sport Arbitrage : Johan Hamel |
| Samedi 28 janvier 2017 17:00 |                                     |         |                                                                   | Spectateurs : 35 479 Diffuseur : Canal+ Sport Arbitrage : Johan Hamel | Spectateurs : 35 479 Diffuseur : Canal+ Sport Arbitrage : Johan Hamel |

### Février
| Journée 23                    | AS Saint-Étienne                                         | 2 - 0   | Olympique Lyonnais                                | Stade Geoffroy-Guichard, Saint-Étienne                           |                                                                  |
| Dimanche 5 février 2017 21:00 | Monnet-Paquet 9e · Hamouma 22e · 69eSøderlund · 74ePajot | (2 - 0) | 43eFekir · 61eLacazette · 90eGhezzal · 90eTolisso | Spectateurs : 37 029 Diffuseur : Canal+ Arbitrage : Tony Chapron | Spectateurs : 37 029 Diffuseur : Canal+ Arbitrage : Tony Chapron |
| Dimanche 5 février 2017 21:00 |                                                          |         |                                                   | Spectateurs : 37 029 Diffuseur : Canal+ Arbitrage : Tony Chapron | Spectateurs : 37 029 Diffuseur : Canal+ Arbitrage : Tony Chapron |

| Journée 24                    | Olympique Lyonnais                                                        | 4 - 0   | AS Nancy-Lorraine | Parc Olympique lyonnais, Décines-Charpieu                                                                     | |
| Mercredi 8 février 2017 19:00 | Valbuena 39e · Fekir 43e · Lacazette 54e (pen.) · Depay 58e · 51eGonalons | (2 - 0) | 80eMandanne       | Spectateurs : 28 349 Diffuseur : beIN Sports 1 (multiplex) et beIN Sports Max 6 Arbitrage : Bartolomeu Varela | Spectateurs : 28 349 Diffuseur : beIN Sports 1 (multiplex) et beIN Sports Max 6 Arbitrage : Bartolomeu Varela |
| Mercredi 8 février 2017 19:00 |                                                                           |         |                   | Spectateurs : 28 349 Diffuseur : beIN Sports 1 (multiplex) et beIN Sports Max 6 Arbitrage : Bartolomeu Varela | Spectateurs : 28 349 Diffuseur : beIN Sports 1 (multiplex) et beIN Sports Max 6 Arbitrage : Bartolomeu Varela |

| Journée 25                   | EA Guingamp                                               | 2 - 1   | Olympique Lyonnais                             | Stade du Roudourou, Guingamp                                               |                                                                            |
| Samedi 11 février 2017 17:00 | Diallo 30e · Benezet 34e · 35eSankoh · 59eMartins Pereira | (2 - 1) | 10e Lacazette · 20e Diakhaby · 27e Yanga-Mbiwa | Spectateurs : 15 242 Diffuseur : Canal+ Sport Arbitrage : Franck Schneider | Spectateurs : 15 242 Diffuseur : Canal+ Sport Arbitrage : Franck Schneider |
| Samedi 11 février 2017 17:00 |                                                           |         |                                                | Spectateurs : 15 242 Diffuseur : Canal+ Sport Arbitrage : Franck Schneider | Spectateurs : 15 242 Diffuseur : Canal+ Sport Arbitrage : Franck Schneider |

| Journée 26                     | Olympique Lyonnais                                              | 4 - 2   | Dijon FCO                                                                        | Parc Olympique lyonnais, Décines-Charpieu                                |                                                                          |
| Dimanche 19 février 2017 17:00 | Tolisso 11e 80e · Lacazette 84e (pen.) · Fekir 90e · 70eMammana | (1 - 1) | 30e Tavares · 48e Diony · 55e Balmont · 57e Haddadi · 66e Amalfitano · 83e Diony | Spectateurs : 35 197 Diffuseur : beIN Sports 1 Arbitrage : Benoît Millot | Spectateurs : 35 197 Diffuseur : beIN Sports 1 Arbitrage : Benoît Millot |
| Dimanche 19 février 2017 17:00 |                                                                 |         |                                                                                  | Spectateurs : 35 197 Diffuseur : beIN Sports 1 Arbitrage : Benoît Millot | Spectateurs : 35 197 Diffuseur : beIN Sports 1 Arbitrage : Benoît Millot |

| Journée 27                     | Olympique Lyonnais                                                              | 5 - 0   | FC Metz                             | Parc Olympique lyonnais, Décines-Charpieu                                    |                                                                              |
| Dimanche 26 février 2017 17:00 | Depay 43e 53e · Balliu 74e (csc) · Lacazette 78e · Valbuena 90+2e · 72eDiakhaby | (1 - 0) | 5e Vion · 21e Diagne · 41e Doukouré | Spectateurs : 32 488 Diffuseur : beIN Sports 1 Arbitrage : François Letexier | Spectateurs : 32 488 Diffuseur : beIN Sports 1 Arbitrage : François Letexier |
| Dimanche 26 février 2017 17:00 |                                                                                 |         |                                     | Spectateurs : 32 488 Diffuseur : beIN Sports 1 Arbitrage : François Letexier | Spectateurs : 32 488 Diffuseur : beIN Sports 1 Arbitrage : François Letexier |

### Mars
| Journée 28                 | Girondins de Bordeaux                                                          | 1 - 1   | Olympique Lyonnais                                               | Matmut Atlantique, Bordeaux                                               |                                                                           |
| Vendredi 3 mars 2017 20:45 | Vada 16e · 26e Gajić · 36e Jovanović · 38e Malcom · 57e Toulalan · 90e Pallois | (1 - 0) | 79e Mammana · 4e Morel · 21e Gonalons · 85e Valbuena · 90e Ferri | Spectateurs : 31 511 Diffuseur : Canal+ Sport Arbitrage : Frank Schneider | Spectateurs : 31 511 Diffuseur : Canal+ Sport Arbitrage : Frank Schneider |
| Vendredi 3 mars 2017 20:45 |                                                                                |         |                                                                  | Spectateurs : 31 511 Diffuseur : Canal+ Sport Arbitrage : Frank Schneider | Spectateurs : 31 511 Diffuseur : Canal+ Sport Arbitrage : Frank Schneider |

| Journée 29                  | Olympique lyonnais                                  | 4 - 0   | Toulouse FC          | Parc Olympique lyonnais, Décines-Charpieu                                 |                                                                           |
| Dimanche 12 mars 2016 17:00 | Jallet 36e · Cornet 47e · Depay 53e 82e · 4e Darder | (1 - 0) | 32e Yago · 88e Trejo | Spectateurs : 34 463 Diffuseur : beIN Sports 1 Arbitrage : Benoît Bastien | Spectateurs : 34 463 Diffuseur : beIN Sports 1 Arbitrage : Benoît Bastien |
| Dimanche 12 mars 2016 17:00 |                                                     |         |                      | Spectateurs : 34 463 Diffuseur : beIN Sports 1 Arbitrage : Benoît Bastien | Spectateurs : 34 463 Diffuseur : beIN Sports 1 Arbitrage : Benoît Bastien |

| Journée 29                  | Paris SG                                           | 2 - 1   | Olympique lyonnais          | Parc des Princes                                                   |                                                                    |
| Dimanche 19 mars 2017 21:00 | Rabiot 34e · Draxler 40e · Rabiot 16e · Cavani 20e | (2 - 1) | 6e Lacazette · 64e Gonalons | Spectateurs : 47 253 Diffuseur : Canal+ Arbitrage : Clément Turpin | Spectateurs : 47 253 Diffuseur : Canal+ Arbitrage : Clément Turpin |
| Dimanche 19 mars 2017 21:00 |                                                    |         |                             | Spectateurs : 47 253 Diffuseur : Canal+ Arbitrage : Clément Turpin | Spectateurs : 47 253 Diffuseur : Canal+ Arbitrage : Clément Turpin |

### Avril
| Journée 31                  | Stade rennais                          | 1 - 1   | Olympique Lyonnais        | Roazhon Park, Rennes                                                      |                                                                           |
| Dimanche 2 avril 2017 15:00 | Mubele 82e · Bensebaini 5e · Danzé 60e | (0 - 0) | 53e Cornet · 64e Gonalons | Spectateurs : 23 674 Diffuseur : beIN Sports 1 Arbitrage : Antony Gautier | Spectateurs : 23 674 Diffuseur : beIN Sports 1 Arbitrage : Antony Gautier |
| Dimanche 2 avril 2017 15:00 |                                        |         |                           | Spectateurs : 23 674 Diffuseur : beIN Sports 1 Arbitrage : Antony Gautier | Spectateurs : 23 674 Diffuseur : beIN Sports 1 Arbitrage : Antony Gautier |

| Journée 16                  | FC Metz                                 | 0 - 3   | Olympique Lyonnais                                       | Stade Saint-Symphorien, Longeville-lès-Metz           |                                                       |
| Mercredi 5 avril 2017 19:00 | 4e Mollet · 36e Philipps · 76e Mandjeck | (0 - 0) | 59e Lacazette · 87e Ferri · 90+1e Tolisso · 56e Diakhaby | Diffuseur : beIN Sports 1 Arbitrage : Lionel Jaffredo | Diffuseur : beIN Sports 1 Arbitrage : Lionel Jaffredo |
| Mercredi 5 avril 2017 19:00 |                                         |         |                                                          | Diffuseur : beIN Sports 1 Arbitrage : Lionel Jaffredo | Diffuseur : beIN Sports 1 Arbitrage : Lionel Jaffredo |

| Journée 32                | Olympique Lyonnais                                 | 1 - 4   | FC Lorient                                                | Parc Olympique lyonnais, Décines-Charpieu                                                                     | |
| Samedi 8 avril 2017 20:00 | Tolisso 28e · 12e Rafael · 44e Fekir · 83e Mammana | (1 - 1) | 42e Waris · 49e Marveaux · 73e 80e Moukandjo · 39e Lautoa | Spectateurs : 35 595 Diffuseur : beIN Sports 1 (multiplex) et beIN Sports Max 7 Arbitrage : Sébastien Desiage | Spectateurs : 35 595 Diffuseur : beIN Sports 1 (multiplex) et beIN Sports Max 7 Arbitrage : Sébastien Desiage |
| Samedi 8 avril 2017 20:00 |                                                    |         |                                                           | Spectateurs : 35 595 Diffuseur : beIN Sports 1 (multiplex) et beIN Sports Max 7 Arbitrage : Sébastien Desiage | Spectateurs : 35 595 Diffuseur : beIN Sports 1 (multiplex) et beIN Sports Max 7 Arbitrage : Sébastien Desiage |

| Journée 33                   | SC Bastia | 0 - 3 | Olympique Lyonnais | Stade Armand-Cesari, Furiani                         |                                                      |
| Dimanche 16 avril 2017 17:00 |           |       |                    | Diffuseur : beIN Sports 1 Arbitrage : Amaury Delerue | Diffuseur : beIN Sports 1 Arbitrage : Amaury Delerue |

| Journée 34                   | Olympique Lyonnais                   | 1 - 2   | AS Monaco                           | Parc Olympique lyonnais, Décines-Charpieu                          |                                                                    |
| Dimanche 23 avril 2017 21:15 | Tousart 51e · Ferri 22e · Rafael 67e | (0 - 2) | 36e Falcao · 44e Mbappé · 65e Lemar | Spectateurs : 44 411 Diffuseur : Canal+ Arbitrage : Benoît Bastien | Spectateurs : 44 411 Diffuseur : Canal+ Arbitrage : Benoît Bastien |
| Dimanche 23 avril 2017 21:15 |                                      |         |                                     | Spectateurs : 44 411 Diffuseur : Canal+ Arbitrage : Benoît Bastien | Spectateurs : 44 411 Diffuseur : Canal+ Arbitrage : Benoît Bastien |

| Journée 35                   | Angers SCO                                           | 1 - 2   | Olympique lyonnais                                                 | Stade Raymond-Kopa, Angers                                                                |                                                                                           |
| Vendredi 28 avril 2017 20:45 | N'Doye 49e · Thomas 51e · Pavlović 77e · Manceau 80e | (0 - 2) | 17e Valbuena · 42e Fekir · 35e Valbuena · 39e Gonalons · 44e Fekir | Spectateurs : 14 699 Diffuseur : Canal+ Sport et beIN Sports 1 Arbitrage : Antony Gautier | Spectateurs : 14 699 Diffuseur : Canal+ Sport et beIN Sports 1 Arbitrage : Antony Gautier |
| Vendredi 28 avril 2017 20:45 |                                                      |         |                                                                    | Spectateurs : 14 699 Diffuseur : Canal+ Sport et beIN Sports 1 Arbitrage : Antony Gautier | Spectateurs : 14 699 Diffuseur : Canal+ Sport et beIN Sports 1 Arbitrage : Antony Gautier |

### Mai
| Journée 36                | Olympique Lyonnais         | 3 - 2   | FC Nantes                                          | Parc Olympique lyonnais, Décines-Charpieu                                |                                                                          |
| Dimanche 7 mai 2017 17:00 | Fekir 65e · Cornet 70e 80e | (0 - 1) | 19e Rongier · 75e Gillet · 45e Carlos · 82e Bammou | Spectateurs : 34 473 Diffuseur : beIN Sports 1 Arbitrage : Mikael Lesage | Spectateurs : 34 473 Diffuseur : beIN Sports 1 Arbitrage : Mikael Lesage |
| Dimanche 7 mai 2017 17:00 |                            |         |                                                    | Spectateurs : 34 473 Diffuseur : beIN Sports 1 Arbitrage : Mikael Lesage | Spectateurs : 34 473 Diffuseur : beIN Sports 1 Arbitrage : Mikael Lesage |

| Journée 37                 | Montpellier HSC                                      | 1 - 3   | Olympique Lyonnais                          | Stade de la Mosson, Montpellier                                                                               | |
| Dimanche 14 mai 2017 21:00 | Mounié 35e · 38e Mukiele · 41e Sessègnon · 50e Sylla | (1 - 2) | 17e Fekir · 22e 90+5e Lacazette · 38e Depay | Spectateurs : 13 925 Diffuseur : beIN Sports 1 (multiplex) et beIN Sports Max 5 Arbitrage : François Letexier | Spectateurs : 13 925 Diffuseur : beIN Sports 1 (multiplex) et beIN Sports Max 5 Arbitrage : François Letexier |
| Dimanche 14 mai 2017 21:00 |                                                      |         |                                             | Spectateurs : 13 925 Diffuseur : beIN Sports 1 (multiplex) et beIN Sports Max 5 Arbitrage : François Letexier | Spectateurs : 13 925 Diffuseur : beIN Sports 1 (multiplex) et beIN Sports Max 5 Arbitrage : François Letexier |

| Journée 38               | Olympique Lyonnais                        | 3 - 3   | OGC Nice                              | Parc Olympique lyonnais, Décines-Charpieu                                                                      | |
| Samedi 20 mai 2017 21:00 | Le Marchand 10e (csc) · Lacazette 48e 78e | (1 - 1) | 15e 69e Donis · 90+3e Seri · 12e Seri | Spectateurs : 50 080 Diffuseur : beIN Sports 1 (multiplex) et beIN Sports Max 4 Arbitrage : Jérôme Miguelgorry | Spectateurs : 50 080 Diffuseur : beIN Sports 1 (multiplex) et beIN Sports Max 4 Arbitrage : Jérôme Miguelgorry |
| Samedi 20 mai 2017 21:00 |                                           |         |                                       | Spectateurs : 50 080 Diffuseur : beIN Sports 1 (multiplex) et beIN Sports Max 4 Arbitrage : Jérôme Miguelgorry | Spectateurs : 50 080 Diffuseur : beIN Sports 1 (multiplex) et beIN Sports Max 4 Arbitrage : Jérôme Miguelgorry |

### Classement actuel
| Rang | Équipe                      | Pts | J  | G  | N  | P  | Bp | Bc | Diff | Qualification ou relégation                                                     |
| ---- | --------------------------- | --- | -- | -- | -- | -- | -- | -- | ---- | ------------------------------------------------------------------------------- |
| 2    | Paris Saint-Germain T S L C | 87  | 38 | 27 | 6  | 5  | 83 | 27 | +56  | Qualification pour la phase de groupes de la Ligue des champions                |
| 3    | OGC Nice                    | 78  | 38 | 22 | 12 | 4  | 63 | 36 | +27  | Qualification pour le troisième tour de qualification de la Ligue des champions |
| 4    | Olympique lyonnais          | 67  | 38 | 21 | 4  | 13 | 77 | 48 | +29  | Qualification pour la phase de groupes de la Ligue Europa                       |
| 5    | Olympique de Marseille      | 62  | 38 | 17 | 11 | 10 | 57 | 41 | +16  | Qualification pour le troisième tour de qualification de la Ligue Europa        |
| 6    | Girondins de Bordeaux       | 59  | 38 | 15 | 14 | 9  | 53 | 43 | +10  | Qualification pour le troisième tour de qualification de la Ligue Europa        |

### Évolution du classement
Phase aller
| Journées → | 1 | 2 | 3 | 4 | 5 | 6 | 7 | 8 | 9 | 10 | 11 | 12 | 13 | 14 | 15 | 16 | 17 | 18 | 19 |
| ---------- | - | - | - | - | - | - | - | - | - | -- | -- | -- | -- | -- | -- | -- | -- | -- | -- |
| Lyon       | 1 | 1 | 4 | 8 | 9 | 7 | 9 | 5 | 8 | 10 | 8  | 7  | 4  | 7  | 4  | 6  | 4  | 4  | 4  |

Phase retour
| Journées → | 20 | 21 | 22 | 23 | 24 | 25 | 26 | 27 | 28 | 29 | 30 | 31 | 32 | 33 | 34 | 35 | 36 | 37 | 38 |
| ---------- | -- | -- | -- | -- | -- | -- | -- | -- | -- | -- | -- | -- | -- | -- | -- | -- | -- | -- | -- |
| Lyon       | 4  | 4  | 4  | 4  | 4  | 4  | 4  | 4  | 4  | 4  | 4  | 4  | 4  | 4  | 4  | 4  | 4  | 4  | 4  |

## Ligue des champions
La Ligue des champions 2016-2017 est la 14e édition que joue l'Olympique lyonnais. L'Olympique lyonnais est qualifié directement pour la phase de groupe de la ligue des champions grâce à sa deuxième place de la ligue 1 lors de la saison dernière (2015-16). L'OL est reversé dans le chapeau 3 avec un coefficient UEFA de 63.049. Trois clubs français joue cette compétition : le PSG, L'OL et l'AS Monaco, cela ne s'était plus vu depuis 4 ans.
Le tirage au sort du 25 août a fourni à l'OL un groupe jugé difficile autant par les commentateurs que par la direction du club ou par les joueurs. Il est composé de la Juventus FC, champion d'Italie en titre, du triple vainqueur de la Ligue Europa, le FC Séville, et du champion de Croatie en titre, le Dinamo Zagreb.
L'OL a joué face à la Juventus en quarts de finale de la Ligue Europa 2013-2014, le FC Séville en match amical lors de l'inter saison 2014-2015 et le Dinamo Zagreb en phase de poule de la Ligue des champions 2011-2012.
La phase de groupe commencera le 14 septembre 2016 face au Dinamo Zagreb et fini le 7 décembre 2016 face au FC Séville, sans oublier la double confrontation contre la Juventus FC le 18 octobre 2016 et le 2 novembre 2016.

### Parcours en Ligue des champions
| Rang | Équipe             | Pts | J | G | N | P | Bp | Bc | Diff |  | Résultats (▼ dom., ► ext.) |     |     |     |     |
| ---- | ------------------ | --- | - | - | - | - | -- | -- | ---- |  | -------------------------- | --- | --- | --- | --- |
| 1    | Juventus FC        | 14  | 6 | 4 | 2 | 0 | 11 | 2  | +9   |  | Juventus FC                |     | 0-0 | 1-1 | 2-0 |
| 2    | Séville FC         | 11  | 6 | 3 | 1 | 2 | 7  | 3  | +4   |  | Séville FC                 | 1-3 |     | 1-0 | 4-0 |
| 3    | Olympique lyonnais | 8   | 6 | 2 | 2 | 2 | 5  | 3  | +2   |  | Olympique lyonnais         | 0-1 | 0-0 |     | 3-0 |
| 4    | Dinamo Zagreb      | 0   | 6 | 0 | 0 | 6 | 0  | 15 | -15  |  | Dinamo Zagreb              | 0-4 | 0-1 | 0-1 |     |

| 1re journée                             | Olympique lyonnais                                | 3 - 0   | Dinamo Zagreb                             | Parc Olympique lyonnais, Décines-Charpieu                                       |                                                                                 |
| Mercredi 14 septembre 2016 20 h 45 CEST | Tolisso 12e · Ferri 49e · Cornet 56e · 84e Rafael | (1 - 0) | 4e Jonas · 25e Pavičić · 40e Jr Fernándes | Spectateurs : 43 754 Diffuseur : BeIn Sports 1 Arbitrage : Martin Strömbergsson | Spectateurs : 43 754 Diffuseur : BeIn Sports 1 Arbitrage : Martin Strömbergsson |
| Mercredi 14 septembre 2016 20 h 45 CEST | Rapport                                           |         |                                           | Spectateurs : 43 754 Diffuseur : BeIn Sports 1 Arbitrage : Martin Strömbergsson | Spectateurs : 43 754 Diffuseur : BeIn Sports 1 Arbitrage : Martin Strömbergsson |

| 2e journée                           | Séville FC                                | 1 - 0   | Olympique lyonnais                     | Stade Ramón-Sánchez-Pizjuán, Séville                                   |                                                                        |
| Mardi 27 septembre 2016 20 h 45 CEST | Ben Yedder 53e · 56e Pareja · 84e Mercado | (0 - 0) | 71e Gaspar · 72e Gonalons · 86e Cornet | Spectateurs : 36 741 Diffuseur : BeIn Sports 2 Arbitrage : Bas Nijhuis | Spectateurs : 36 741 Diffuseur : BeIn Sports 2 Arbitrage : Bas Nijhuis |
| Mardi 27 septembre 2016 20 h 45 CEST | Rapport                                   |         |                                        | Spectateurs : 36 741 Diffuseur : BeIn Sports 2 Arbitrage : Bas Nijhuis | Spectateurs : 36 741 Diffuseur : BeIn Sports 2 Arbitrage : Bas Nijhuis |

| 3e journée                         | Olympique lyonnais                                                 | 0 - 1   | Juventus FC                                          | Parc Olympique lyonnais, Décines-Charpieu                                   |                                                                             |
| Mardi 18 octobre 2016 20 h 45 CEST | 29e Rafael · 52e Darder · 60e Lacazette · 73e Diakhaby · 83e Ferri | (0 - 0) | 76e Cuadrado · 34e Bonucci · 41e Lemina · 54e Lemina | Spectateurs : 53 907 Diffuseur : BeIn Sports 1 Arbitrage : Szymon Marciniak | Spectateurs : 53 907 Diffuseur : BeIn Sports 1 Arbitrage : Szymon Marciniak |
| Mardi 18 octobre 2016 20 h 45 CEST | Rapport                                                            |         |                                                      | Spectateurs : 53 907 Diffuseur : BeIn Sports 1 Arbitrage : Szymon Marciniak | Spectateurs : 53 907 Diffuseur : BeIn Sports 1 Arbitrage : Szymon Marciniak |

| 4e journée                            | Juventus FC                                                                  | 1 - 1   | Olympique lyonnais                     | Juventus Stadium, Turin                                           |                                                                   |
| Mercredi 2 novembre 2016 20 h 45 CEST | Higuain 13e (pen.) · 38e Pjanic · 58e Barzagli · 84e Marchisio · 89e Sturaro | (1 - 0) | 84e Tolisso · 91e Darder · 93e Ghezzal | Spectateurs : 40 356 Diffuseur : Canal+ Arbitrage : Björn Kuipers | Spectateurs : 40 356 Diffuseur : Canal+ Arbitrage : Björn Kuipers |
| Mercredi 2 novembre 2016 20 h 45 CEST | Rapport                                                                      |         |                                        | Spectateurs : 40 356 Diffuseur : Canal+ Arbitrage : Björn Kuipers | Spectateurs : 40 356 Diffuseur : Canal+ Arbitrage : Björn Kuipers |

| 5e journée                          | Dinamo Zagreb                          | 0 - 1   | Olympique lyonnais          | Stade Maksimir, Zagreb                                                   |                                                                          |
| Mardi 22 novembre 2016 20 h 45 CEST | 36e Gojak · 80e Jonas · 90+5e Knežević | (0 - 0) | 72e Lacazette · 81e Tolisso | Spectateurs : 7 834 Diffuseur : BeIn Sports 2 Arbitrage : Pavel Královec | Spectateurs : 7 834 Diffuseur : BeIn Sports 2 Arbitrage : Pavel Královec |
| Mardi 22 novembre 2016 20 h 45 CEST | Rapport                                |         |                             | Spectateurs : 7 834 Diffuseur : BeIn Sports 2 Arbitrage : Pavel Královec | Spectateurs : 7 834 Diffuseur : BeIn Sports 2 Arbitrage : Pavel Královec |

| 6e journée                            | Olympique lyonnais             | 0 - 0 | Séville FC                            | Parc Olympique lyonnais, Décines-Charpieu                          |                                                                    |
| Mercredi 7 décembre 2016 20 h 45 CEST | 38e Gonalons · 53e Yanga-Mbiwa | (0-0) | 31e Sarabia · 35e Nasri · 72e Mercado | Spectateurs : 52 423 Diffuseur : Canal+ Arbitrage : Jonas Eriksson | Spectateurs : 52 423 Diffuseur : Canal+ Arbitrage : Jonas Eriksson |
| Mercredi 7 décembre 2016 20 h 45 CEST | Rapport                        |       |                                       | Spectateurs : 52 423 Diffuseur : Canal+ Arbitrage : Jonas Eriksson | Spectateurs : 52 423 Diffuseur : Canal+ Arbitrage : Jonas Eriksson |

## Ligue Europa
La Ligue Europa est la 4e  édition dont 7 en Coupe UEFA que l'Olympique lyonnais dispute. L'équipe est directement qualifiée pour les 16ème de finales à la suite de sa 3e place en phases de groupes de la  Ligue des champions. Objectif pour les lyonnais, être le 1er club français à gagner la Ligue Europa.
Le tirage au sort du 12 décembre a fourni à l'OL un tirage abordable à sa portée. Les lyonnais affronteront les néerlandais de l'AZ Alkmaar en 16ème de finale. C'est la première fois de son histoire que l'OL affronte l'AZ Alkmaar en Coupe d'Europe mais déjà joué face à des gros clubs néerlandais comme l'Ajax Amsterdam & le PSV Eindhoven en Ligue des champions.
Le tirage au sort du 24 février a fourni à l'OL un tirage difficile. Les lyonnais affronteront l'AS Rome en 8ème de finale. Ce sera donc la troisième confrontation entre les deux clubs après l'élimination de l'OL en 8ème de finale de la Ligue des champions 2006-2007. L'OL a joué contre 6 clubs italiens dont la Roma (Bologne FC, l'Inter Milan (à 4 reprises), l'AC Milan (à 2 reprises), la Juventus FC (à 3 reprises dont les 2 de cette saison en Ligue des champions), l'ACF Fiorentina (à 4 reprises), et la Lazio Rome (à 2 reprises)). Le bilan de l'OL en Italie est de (7V-5N-8D).
Le tirage au sort du 17 mars a fourni à l'OL un tirage difficile. Après l'AS Rome en Huitièmes de finale, les lyonnais affronteront Beşiktaş JK en quarts de finale. C'est la première confrontation entre les deux clubs sur la scène européenne, l'OL a déjà joué Besiktas en Peace Cup 2009 match nul (1-1). Le bilan de l'OL en Turquie est de (5V-1N-4D)
Le tirage au sort du 21 avril a fourni à l'OL un tirage abordable. Les lyonnais affronteront l'Ajax Amsterdam après l'AZ Alkmaar en Seizièmes de finale pour la 4edemi-finale européenne de son histoire après celle de coupe des coupes 64 contre le Sporting Portugal 0-0,1-1 et 0-1 en match d’appui, Coupe Intertoto en 1997 contre Istanbulspor (défaite des lyonnais au match aller 2-1, victoire des lyonnais 2-0) et celle de Ligue des champions en 2010 contre le Bayern Munich (défaite des lyonnais sur l'ensemble des deux matchs, 1-0, 3-0). Les deux clubs se sont déjà affrontés en phases de poules de la Ligue des champions 2003-2004, (défaite des lyonnais sur les deux matchs, 2-1, 2-0) et en phases de poules de la Ligue des champions 2011-2012 (deux matchs nuls, 0-0, 0-0).

### Parcours en Ligue Europa
| 16e finale aller            | AZ Alkmaar                               | 1 - 4   | Olympique lyonnais                             | AFAS Stadion, Alkmaar                                                   |                                                                         |
| Jeudi 16 février 2017 19:00 | 68e (pen.) Jahanbakhsh · 66e Jahanbakhsh | (0 - 2) | 26e Tousart · 45+2e 57eLacazette · 90+5e Ferri | Spectateurs : 16 098 Diffuseur : beIN Sports 1 Arbitrage : Bobby Madden | Spectateurs : 16 098 Diffuseur : beIN Sports 1 Arbitrage : Bobby Madden |
| Jeudi 16 février 2017 19:00 | Rapport                                  |         |                                                | Spectateurs : 16 098 Diffuseur : beIN Sports 1 Arbitrage : Bobby Madden | Spectateurs : 16 098 Diffuseur : beIN Sports 1 Arbitrage : Bobby Madden |

| 16e finale retour           | Olympique lyonnais                                                                                | 7 - 1   | AZ Alkmaar                         | Parc Olympique lyonnais, Décines-Charpieu                                      |                                                                                |
| Jeudi 23 février 2017 21:05 | 4e, 27e, 78e Fekir · 17e Cornet · 34e Darder · 87e Aouar · 89e Diakhaby · 63e Cornet · 66e Jallet | (4 - 1) | 26e Garcia · 45e Garcia · 60e Haps | Spectateurs : 25 743 Diffuseur : beIN Sports 1, W9 Arbitrage : Alexey Kulbakov | Spectateurs : 25 743 Diffuseur : beIN Sports 1, W9 Arbitrage : Alexey Kulbakov |
| Jeudi 23 février 2017 21:05 | Rapport                                                                                           |         |                                    | Spectateurs : 25 743 Diffuseur : beIN Sports 1, W9 Arbitrage : Alexey Kulbakov | Spectateurs : 25 743 Diffuseur : beIN Sports 1, W9 Arbitrage : Alexey Kulbakov |

| 8e finale aller         | Olympique lyonnais                                                    | 4 - 2   | AS Rome                                           | Parc Olympique lyonnais, Décines-Charpieu                                     |                                                                               |
| Jeudi 9 mars 2017 21:05 | 8e Diakhaby · 47e Tolisso · 74e Fekir · 90+2e Lacazette · 62e Tousart | (1 - 2) | 20e Salah · 33e Fazio · 41e Emerson · 61e Manolas | Spectateurs : 50 588 Diffuseur : beIN Sports 1, W9 Arbitrage : Anthony Taylor | Spectateurs : 50 588 Diffuseur : beIN Sports 1, W9 Arbitrage : Anthony Taylor |
| Jeudi 9 mars 2017 21:05 | Rapport                                                               |         |                                                   | Spectateurs : 50 588 Diffuseur : beIN Sports 1, W9 Arbitrage : Anthony Taylor | Spectateurs : 50 588 Diffuseur : beIN Sports 1, W9 Arbitrage : Anthony Taylor |

| 8e finale retour         | AS Rome                           | 2 - 1  | Olympique lyonnais | Stade olympique de Rome, Rome                                                |                                                                              |
| Jeudi 16 mars 2017 21:05 | Strootman 17e · Tousart 60e (csc) | (1- 1) | Diakhaby 15e       | Spectateurs : 46 453 Diffuseur : beIN Sports 1, W9 Arbitrage : Viktor Kassai | Spectateurs : 46 453 Diffuseur : beIN Sports 1, W9 Arbitrage : Viktor Kassai |
| Jeudi 16 mars 2017 21:05 | Rapport                           |        |                    | Spectateurs : 46 453 Diffuseur : beIN Sports 1, W9 Arbitrage : Viktor Kassai | Spectateurs : 46 453 Diffuseur : beIN Sports 1, W9 Arbitrage : Viktor Kassai |

| 1/4 finale aller          | Olympique lyonnais                                                                           | 2 - 1   | Beşiktaş JK                          | Parc Olympique lyonnais, Décines-Charpieu                                          |                                                                                    |
| Jeudi 13 avril 2017 21:50 | Tolisso 83e · Morel 84e · 20e Rafael · 58e Lacazette · 67e Fekir · 73e Jallet · 80e Valbuena | (0 - 1) | Babel 17e · 21e Marcelo · 83e Arslan | Spectateurs : 55 452 Diffuseur : beIN Sports 1, W9 Arbitrage : Antonio Mateu Lahoz | Spectateurs : 55 452 Diffuseur : beIN Sports 1, W9 Arbitrage : Antonio Mateu Lahoz |
| Jeudi 13 avril 2017 21:50 | Rapport                                                                                      |         |                                      | Spectateurs : 55 452 Diffuseur : beIN Sports 1, W9 Arbitrage : Antonio Mateu Lahoz | Spectateurs : 55 452 Diffuseur : beIN Sports 1, W9 Arbitrage : Antonio Mateu Lahoz |

| 1/4 finale retour         | Beşiktaş JK                                                              | 2 - 1 (6-7 tab)       | Olympique lyonnais                                                          | Vodafone Arena, Istanbul                                                     |                                                                              |
| Jeudi 20 avril 2017 21:05 | Talisca 27e, 58e · Adriano 29e · Tošić 78e · Gönül 119e                  | (1 - 1, 2 - 1, 2 - 1) | Gonalons 32e · Lacazette 35e                                                | Spectateurs : 39 623 Diffuseur : beIN Sports 1, W9 Arbitrage : Milorad Mažić | Spectateurs : 39 623 Diffuseur : beIN Sports 1, W9 Arbitrage : Milorad Mažić |
| Jeudi 20 avril 2017 21:05 | Rapport                                                                  |                       |                                                                             | Spectateurs : 39 623 Diffuseur : beIN Sports 1, W9 Arbitrage : Milorad Mažić | Spectateurs : 39 623 Diffuseur : beIN Sports 1, W9 Arbitrage : Milorad Mažić |
| Jeudi 20 avril 2017 21:05 | Babel · Tosun · Hutchinson · Arslan · Talisca · Necip · Tošić · Mitrović | Tirs au but 6 - 7     | Fekir · Tolisso · Ghezzal · Rybus · Valbuena · Diakhaby · Jallet · Gonalons | Spectateurs : 39 623 Diffuseur : beIN Sports 1, W9 Arbitrage : Milorad Mažić | Spectateurs : 39 623 Diffuseur : beIN Sports 1, W9 Arbitrage : Milorad Mažić |

| 1/2 finale aller          | Ajax Amsterdam                                                  | 4 - 1   | Olympique lyonnais          | Amsterdam ArenA, Amsterdam                                                     |                                                                                |
| Mercredi 3 mai 2017 18:45 | 25e Traoré · 34e Dolberg · 49e Younes · 71e Traoré · 62e Traoré | (2 - 0) | 66e Valbuena · 41e Gonalons | Spectateurs : 52 141 Diffuseur : beIN Sports 1, W9 Arbitrage : Gianluca Rocchi | Spectateurs : 52 141 Diffuseur : beIN Sports 1, W9 Arbitrage : Gianluca Rocchi |
| Mercredi 3 mai 2017 18:45 | Rapport                                                         |         |                             | Spectateurs : 52 141 Diffuseur : beIN Sports 1, W9 Arbitrage : Gianluca Rocchi | Spectateurs : 52 141 Diffuseur : beIN Sports 1, W9 Arbitrage : Gianluca Rocchi |

| 1/2 finale retour       | Olympique lyonnais                                                                                             | 3 - 1   | Ajax Amsterdam                                                           | Parc Olympique lyonnais, Décines-Charpieu                                       |                                                                                 |
| Jeudi 11 mai 2017 21:05 | 45e (pen.) , 45+1e Lacazette · 81e Ghezzal · 18e Morel · 19e Tolisso · 48e Diakhaby · 61e N'Koulou · 61e Fekir | (2 - 1) | 27e Dolberg · 49e Veltman · 50e Klaassen · 68e Viergever · 84e Viergever | Spectateurs : 53 810 Diffuseur : beIN Sports 1, M6 Arbitrage : Szymon Marciniak | Spectateurs : 53 810 Diffuseur : beIN Sports 1, M6 Arbitrage : Szymon Marciniak |
| Jeudi 11 mai 2017 21:05 | Rapport |         |                                                                          | Spectateurs : 53 810 Diffuseur : beIN Sports 1, M6 Arbitrage : Szymon Marciniak | Spectateurs : 53 810 Diffuseur : beIN Sports 1, M6 Arbitrage : Szymon Marciniak |

## Coupe de France
| 32e finale                      | Olympique lyonnais                                       | 5 - 0   | Montpellier HSC | Parc Olympique lyonnais, Décines-Charpieu                                  |                                                                            |
| Dimanche 8 janvier 2017 21 h 00 | 4e Lacazette · 9e Diakhaby · 42e Fekir · 70e, 75e Cornet | (3 - 0) |                 | Spectateurs : 12 096 Diffuseur : Eurosport 2 Arbitrage : François Letexier | Spectateurs : 12 096 Diffuseur : Eurosport 2 Arbitrage : François Letexier |

| 16e finale                    | Olympique de Marseille | 2 - 1 a. p.           | Olympique lyonnais | Orange Vélodrome, Marseille                                                         |                                                                                     |
| Mardi 31 janvier 2017 21 h 00 | 24e Fanni · 108e Dória | (1 - 0, 1 - 1, 1 - 1) | 64e Tolisso        | Spectateurs : 53 502 Diffuseur : France 3 et Eurosport 2 Arbitrage : Amaury Delerue | Spectateurs : 53 502 Diffuseur : France 3 et Eurosport 2 Arbitrage : Amaury Delerue |

## Coupe de la Ligue
| 8e finale                         | Olympique lyonnais                              | 2 - 2 (3-4 tab)   | EA Guingamp                                     | Parc Olympique lyonnais, Décines-Charpieu                                         |                                                                                   |
| Mercredi 14 décembre 2016 21 h 05 | 43e Valbuena · 75e Lacazette                    | (1 - 2)           | 20e Blas · 70e De Pauw · 86e Blas · 88e Lévêque | Spectateurs : 17 002 Diffuseur : Canal+ Sport et Foot+ Arbitrage : Benoît Bastien | Spectateurs : 17 002 Diffuseur : Canal+ Sport et Foot+ Arbitrage : Benoît Bastien |
| Mercredi 14 décembre 2016 21 h 05 |                                                 |                   |                                                 | Spectateurs : 17 002 Diffuseur : Canal+ Sport et Foot+ Arbitrage : Benoît Bastien | Spectateurs : 17 002 Diffuseur : Canal+ Sport et Foot+ Arbitrage : Benoît Bastien |
| Mercredi 14 décembre 2016 21 h 05 | Fekir · Mammana · Jallet · Valbuena · Lacazette | Tirs au but 3 - 4 | Giresse · De Pauw · Angoua · Diabaté · Kerbrat  | Spectateurs : 17 002 Diffuseur : Canal+ Sport et Foot+ Arbitrage : Benoît Bastien | Spectateurs : 17 002 Diffuseur : Canal+ Sport et Foot+ Arbitrage : Benoît Bastien |

## Statistiques

### Collectives
| Compétition           | Matches joués | Matchs gagnés | Matchs nuls | Matchs perdus | Buts marqués | Buts encaissés | Différence de buts |
| --------------------- | ------------- | ------------- | ----------- | ------------- | ------------ | -------------- | ------------------ |
| Ligue 1               | 38            | 21            | 4           | 13            | 77           | 48             | +29                |
| Ligue des champions   | 6             | 2             | 2           | 2             | 5            | 3              | +2                 |
| Ligue Europa          | 8             | 5             | 0           | 3             | 23           | 14             | +9                 |
| Trophée des champions | 1             | 0             | 0           | 1             | 1            | 4              | -3                 |
| Coupe de France       | 2             | 1             | 0           | 1             | 6            | 2              | +4                 |
| Coupe de la Ligue     | 1             | 0             | 1           | 0             | 2            | 2              | 0                  |
| Matchs amicaux        | 4             | 3             | 1           | 0             | 8            | 5              | +3                 |
| Total                 | 60            | 32            | 8           | 20            | 122          | 78             | +44                |

### Individuelles

#### Statistiques buteurs
Mise à jour effectuée le 22 mai 2017 à l'issue de la saison 2016/2017 de Ligue 1. 
| Place | Nom                 | Ligue 1 | Coupe de France | Coupe de la Ligue | Ligue des champions | Ligue Europa | Trophée des champions | TOTAL des BUTS |
| 1     | Alexandre Lacazette | 28      | 1               | 1                 | 1                   | 6            | -                     | 37 buts        |
| 2     | Corentin Tolisso    | 8       | 1               | -                 | 2                   | 2            | 1                     | 14 buts        |
| 2     | Nabil Fekir         | 9       | 1               | -                 | -                   | 4            | -                     | 14 buts        |
| 4     | Mathieu Valbuena    | 8       | -               | 1                 | -                   | 1            | -                     | 10 buts        |
| 4     | Maxwell Cornet      | 6       | 2               | -                 | 1                   | 1            | -                     | 10 buts        |
| 6     | Memphis Depay       | 5       | -               | -                 | -                   | -            | -                     | 5 buts         |
| 6     | Mouctar Diakhaby    | 1       | 1               | -                 | -                   | 3            | -                     | 5 buts         |
| 8     | Jordan Ferri        | 1       | -               | -                 | 1                   | 1            | -                     | 3 buts         |
| 8     | Rachid Ghezzal      | 2       | -               | -                 | -                   | 1            | -                     | 3 buts         |
| 9     | Sergi Darder        | 1       | -               | -                 | -                   | 1            | -                     | 2 buts         |
| 9     | Lucas Tousart       | 1       | -               | -                 | -                   | 1            | -                     | 2 buts         |
| 12    | Aldo Kalulu         | 1       | -               | -                 | -                   | -            | -                     | 1 but          |
| 12    | Maxime Gonalons     | 1       | -               | -                 | -                   | -            | -                     | 1 but          |
| 12    | Christophe Jallet   | 1       | -               | -                 | -                   | -            | -                     | 1 but          |
| 12    | Houssem Aouar       | -       | -               | -                 | -                   | 1            | -                     | 1 but          |
| 12    | Emanuel Mammana     | 1       | -               | -                 | -                   | -            | -                     | 1 but          |
| 12    | Jérémy Morel        | -       | -               | -                 | -                   | 1            | -                     | 1 but          |
| 12    | Contre son camp     | 3       | -               | -                 | -                   | -            | -                     | 1 but          |
| Total | 17 buteurs          | 77 buts | 6 buts          | 2 buts            | 5 buts              | 23 buts      | 1 but                 | 114 buts       |

#### Statistiques passeurs
Mise à jour effectuée le 22 mai 2017 à l'issue de la saison 2016/2017 de Ligue 1. 
| Place | Nom               | Ligue 1   | Coupe de France | Coupe de la Ligue | Ligue des champions | Ligue Europa | Trophée des champions | TOTAL des passes |
| 1     | Nabil Fékir       | 4         | 4               | 1                 | -                   | 4            | -                     | 13 passes        |
| 2     | Mathieu Valbuena  | 5         | 1               | -                 | -                   | 2            | -                     | 8 passes         |
| 3     | Memphis Depay     | 7         | -               | -                 | -                   | -            | -                     | 7 passes         |
| 4     | Rafael            | 3         | -               | -                 | 2                   | 1            | -                     | 6 passes         |
| 4     | C. Tolisso        | 4         | -               | -                 | 1                   | 1            | -                     | 6 passes         |
| 6     | A. Lacazette      | 3         | 1               | -                 | -                   | 1            | -                     | 5 passes         |
| 7     | Rachid Ghezzal    | 2         | -               | -                 | 1                   | 1            | -                     | 4 passes         |
| 7     | Christophe Jallet | 1         | -               | -                 | -                   | 2            | 1                     | 4 passes         |
| 7     | Jérémy Morel      | 4         | -               | -                 | -                   | -            | -                     | 4 passes         |
| 10    | Sergi Darder      | 2         | -               | -                 | -                   | 1            | -                     | 3 passes         |
| 11    | Jordan Ferri      | 2         | -               | -                 | -                   | -            | -                     | 2 passes         |
| 11    | Maxwell Cornet    | 1         | -               | -                 | 1                   | -            | -                     | 2 passes         |
| 11    | Lucas Tousart     | 1         | -               | -                 | -                   | 1            | -                     | 2 passes         |
| 11    | Maxime Gonalons   | 1         | -               | -                 | -                   | 1            | -                     | 2 passes         |
| 11    | Maciej Rybus      | 1         | -               | -                 | -                   | 1            | -                     | 2 passes         |
| 16    | Anthony Lopes     | 1         | -               | -                 | -                   | -            | -                     | 1 passe          |
| 16    | Nicolas Nkoulou   | -         | -               | 1                 | -                   | -            | -                     | 1 passe          |
| Total | 17 passeurs       | 42 passes | 6 passes        | 2 passes          | 5 passes            | 16 passes    | 1 passe               | 72 passes        |

#### Statistiques détaillées
Mise à jour effectuée le 22 mai 2017 à l'issue de la saison 2016/2017 de Ligue 1.
| Num | Nat. | Nom             | Championnat | Championnat | Championnat | Championnat  | Coupes nationales | Coupes nationales | Coupes nationales | Coupes nationales | Trophée des champions | Trophée des champions | Trophée des champions | Trophée des champions | Ligue des champions | Ligue des champions | Ligue des champions | Ligue des champions | Ligue Europa | Ligue Europa | Ligue Europa | Ligue Europa | Total | Total       | Total  | Total        |
| Num | Nat. | Nom             | M.j.        | But inscrit | Averti      | Carton rouge | M.j.              | But inscrit       | Averti            | Carton rouge      | M.j.                  | But inscrit           | Averti                | Carton rouge          | M.j.                | But inscrit         | Averti              | Carton rouge        | M.j.         | But inscrit  | Averti       | Carton rouge | M.j.  | But inscrit | Averti | Carton rouge |
| --- | ---- | --------------- | ----------- | ----------- | ----------- | ------------ | ----------------- | ----------------- | ----------------- | ----------------- | --------------------- | --------------------- | --------------------- | --------------------- | ------------------- | ------------------- | ------------------- | ------------------- | ------------ | ------------ | ------------ | ------------ | ----- | ----------- | ------ | ------------ |
| 1   |      | Lopes           | 36          | 0           | 0           | 0            | 2                 | 0                 | 0                 | 0                 | 1                     | 0                     | 0                     | 0                     | 6                   | 0                   | 0                   | 0                   | 8            | 0            | 1            | 0            | 53    | 0           | 1      | 0            |
| 2   |      | Yanga-Mbiwa     | 24          | 0           | 7           | 0            | 1                 | 0                 | 0                 | 0                 | 1                     | 0                     | 0                     | 0                     | 5                   | 0                   | 1                   | 0                   | 2            | 0            | 0            | 0            | 33    | 0           | 8      | 0            |
| 3   |      | Nkoulou         | 12          | 0           | 2           | 0            | 1                 | 0                 | 0                 | 0                 | 1                     | 0                     | 0                     | 0                     | 4                   | 0                   | 0                   | 0                   | 3            | 0            | 1            | 0            | 21    | 0           | 3      | 0            |
| 4   |      | Mammana         | 17          | 1           | 3           | 0            | 2                 | 0                 | 0                 | 0                 | -                     | -                     | -                     | -                     | 1                   | 0                   | 0                   | 0                   | 4            | 0            | 1            | 0            | 24    | 1           | 4      | 0            |
| 5   |      | Diakhaby        | 22          | 1           | 4           | 0            | 1                 | 1                 | 0                 | 0                 | -                     | -                     | -                     | -                     | 3                   | 0                   | 1                   | 0                   | 8            | 3            | 1            | 0            | 34    | 5           | 6      | 0            |
| 7   |      | Grenier         | 4           | 0           | 0           | 0            | 1                 | 0                 | 0                 | 0                 | -                     | -                     | -                     | -                     | 1                   | 0                   | 0                   | 0                   | -            | -            | -            | -            | 6     | 0           | 0      | 0            |
| 8   |      | Tolisso         | 31          | 8           | 1           | 1            | 1                 | 1                 | 0                 | 0                 | 1                     | 1                     | 0                     | 0                     | 6                   | 2                   | 1                   | 0                   | 8            | 2            | 1            | 0            | 47    | 14          | 3      | 1            |
| 9   |      | Memphis         | 16          | 5           | 1           | 0            | 1                 | 0                 | 0                 | 0                 | -                     | -                     | -                     | -                     | -                   | -                   | -                   | -                   | -            | -            | -            | -            | 17    | 5           | 1      | 0            |
| 10  |      | Lacazette       | 30          | 28          | 3           | 0            | 2                 | 2                 | 0                 | 0                 | 1                     | 0                     | 0                     | 0                     | 4                   | 1                   | 1                   | 0                   | 8            | 6            | 1            | 0            | 45    | 37          | 5      | 0            |
| 11  |      | Ghezzal         | 25          | 2           | 2           | 1            | 1                 | 0                 | 0                 | 0                 | -                     | -                     | -                     | -                     | 5                   | 0                   | 1                   | 0                   | 6            | 1            | 0            | 0            | 37    | 3           | 3      | 1            |
| 12  |      | Ferri           | 27          | 1           | 4           | 0            | 2                 | 0                 | 0                 | 0                 | 1                     | 0                     | 0                     | 0                     | 3                   | 1                   | 1                   | 0                   | 2            | 1            | 0            | 0            | 35    | 3           | 5      | 0            |
| 13  |      | Jallet          | 13          | 1           | 0           | 0            | 1                 | 0                 | 0                 | 0                 | 1                     | 0                     | 0                     | 0                     | -                   | -                   | -                   | -                   | 7            | 0            | 2            | 0            | 22    | 1           | 3      | 0            |
| 14  |      | Darder          | 22          | 1           | 3           | 0            | 3                 | 0                 | 1                 | 0                 | 1                     | 0                     | 0                     | 0                     | 6                   | 0                   | 2                   | 0                   | 2            | 1            | 0            | 0            | 34    | 2           | 6      | 0            |
| 15  |      | Morel           | 29          | 0           | 3           | 0            | 2                 | 0                 | 0                 | 0                 | 1                     | 0                     | 0                     | 0                     | 6                   | 0                   | 0                   | 0                   | 6            | 1            | 1            | 0            | 44    | 1           | 4      | 0            |
| 16  |      | Mocio           | -           | -           | -           | -            | -                 | -                 | -                 | -                 | -                     | -                     | -                     | -                     | -                   | -                   | -                   | -                   | -            | -            | -            | -            | 0     | 0           | 0      | 0            |
| 18  |      | Fékir           | 32          | 9           | 5           | 1            | 3                 | 1                 | 0                 | 0                 | 1                     | 0                     | 0                     | 0                     | 5                   | 0                   | 0                   | 0                   | 8            | 4            | 2            | 0            | 49    | 14          | 7      | 1            |
| 19  |      | Mateta          | 2           | 0           | 0           | 0            | 1                 | 0                 | 0                 | 0                 | -                     | -                     | -                     | -                     | -                   | -                   | -                   | -                   | -            | -            | -            | -            | 3     | 0           | 0      | 0            |
| 20  |      | Rafael          | 26          | 0           | 7           | 1            | 2                 | 0                 | 1                 | 0                 | 1                     | 0                     | 0                     | 0                     | 5                   | 0                   | 2                   | 0                   | 6            | 0            | 1            | 0            | 40    | 0           | 11     | 1            |
| 21  |      | Gonalons        | 29          | 1           | 7           | 1            | 2                 | 0                 | 0                 | 0                 | 1                     | 0                     | 0                     | 0                     | 6                   | 0                   | 2                   | 0                   | 6            | 0            | 3            | 0            | 44    | 1           | 12     | 1            |
| 22  |      | Perrin          | -           | -           | -           | -            | -                 | -                 | -                 | -                 | -                     | -                     | -                     | -                     | -                   | -                   | -                   | -                   | -            | -            | -            | -            | -     | -           | -      | -            |
| 23  |      | Gaspar          | 2           | 0           | 1           | 0            | -                 | -                 | -                 | -                 | -                     | -                     | -                     | -                     | 1                   | 0                   | 1                   | 0                   | -            | -            | -            | -            | 3     | 0           | 2      | 0            |
| 24  |      | Kemen           | 2           | 0           | 0           | 0            | -                 | -                 | -                 | -                 | -                     | -                     | -                     | -                     | -                   | -                   | -                   | -                   | -            | -            | -            | -            | 2     | 0           | 0      | 0            |
| 25  |      | Aouar           | 2           | 0           | 0           | 0            | -                 | -                 | -                 | -                 | -                     | -                     | -                     | -                     | -                   | -                   | -                   | -                   | 2            | 1            | 0            | 0            | 4     | 1           | 0      | 0            |
| 26  |      | Kalulu          | 4           | 1           | 0           | 0            | -                 | -                 | -                 | -                 | -                     | -                     | -                     | -                     | 2                   | 0                   | 0                   | 0                   | -            | -            | -            | -            | 6     | 1           | 0      | 0            |
| 27  |      | Cornet          | 33          | 6           | 1           | 0            | 3                 | 2                 | 0                 | 0                 | 1                     | 0                     | 0                     | 0                     | 6                   | 1                   | 1                   | 0                   | 8            | 1            | 1            | 0            | 51    | 10          | 3      | 0            |
| 28  |      | Valbuena        | 30          | 8           | 6           | 0            | 3                 | 1                 | 0                 | 0                 | 1                     | 0                     | 0                     | 0                     | 3                   | 0                   | 0                   | 0                   | 6            | 1            | 1            | 0            | 43    | 9           | 7      | 0            |
| 29  |      | Tousart         | 22          | 1           | 1           | 0            | 3                 | 0                 | 1                 | 0                 | -                     | -                     | -                     | -                     | 1                   | 0                   | 0                   | 0                   | 7            | 1            | 2            | 0            | 33    | 2           | 4      | 0            |
| 30  |      | Gorgelin        | 1           | 0           | 0           | 0            | 1                 | 0                 | 0                 | 0                 | -                     | -                     | -                     | -                     | -                   | -                   | -                   | -                   | -            | -            | -            | -            | 2     | 0           | 0      | 0            |
| 31  |      | Rybus           | 18          | 0           | 1           | 0            | 2                 | 0                 | 1                 | 0                 | -                     | -                     | -                     | -                     | 4                   | 0                   | 0                   | 0                   | 3            | 0            | 0            | 0            | 27    | 0           | 2      | 0            |
| 34  |      | D'Arpino        | -           | -           | -           | -            | -                 | -                 | -                 | -                 | -                     | -                     | -                     | -                     | -                   | -                   | -                   | -                   | -            | -            | -            | -            | 0     | 0           | 0      | 0            |
| 37  |      | Mboumbouni      | -           | -           | -           | -            | -                 | -                 | -                 | -                 | -                     | -                     | -                     | -                     | -                   | -                   | -                   | -                   | -            | -            | -            | -            | 0     | 0           | 0      | 0            |
| 39  |      | Maolida         | -           | -           | -           | -            | -                 | -                 | -                 | -                 | -                     | -                     | -                     | -                     | -                   | -                   | -                   | -                   | -            | -            | -            | -            | 0     | 0           | 0      | 0            |
| 44  |      | N’Gouma         | -           | -           | -           | -            | -                 | -                 | -                 | -                 | -                     | -                     | -                     | -                     | -                   | -                   | -                   | -                   | -            | -            | -            | -            | 0     | 0           | 0      | 0            |
| 45  |      | Dzabana         | -           | -           | -           | -            | -                 | -                 | -                 | -                 | -                     | -                     | -                     | -                     | -                   | -                   | -                   | -                   | -            | -            | -            | -            | 0     | 0           | 0      | 0            |
| 46  |      | Martins Pereira | -           | -           | -           | -            | -                 | -                 | -                 | -                 | -                     | -                     | -                     | -                     | -                   | -                   | -                   | -                   | -            | -            | -            | -            | 0     | 0           | 0      | 0            |
| 48  |      | Cognat          | -           | -           | -           | -            | -                 | -                 | -                 | -                 | -                     | -                     | -                     | -                     | -                   | -                   | -                   | -                   | -            | -            | -            | -            | 0     | 0           | 0      | 0            |
| 49  |      | Gouiri          | -           | -           | -           | -            | -                 | -                 | -                 | -                 | -                     | -                     | -                     | -                     | -                   | -                   | -                   | -                   | -            | -            | -            | -            | 0     | 0           | 0      | 0            |
| 50  |      | Grange          | -           | -           | -           | -            | -                 | -                 | -                 | -                 | -                     | -                     | -                     | -                     | -                   | -                   | -                   | -                   | -            | -            | -            | -            | 0     | 0           | 0      | 0            |
| 58  |      | Hemans Arday    | -           | -           | -           | -            | -                 | -                 | -                 | -                 | -                     | -                     | -                     | -                     | -                   | -                   | -                   | -                   | -            | -            | -            | -            | 0     | 0           | 0      | 0            |

| Num | Nat. | Nom                 | Club en prêt         | Division | Championnat | Championnat | Championnat | Championnat  | Coupes nationales | Coupes nationales | Coupes nationales | Coupes nationales | Total | Total       | Total  | Total        |
| Num | Nat. | Nom                 | Club en prêt         | Division | M.j.        | But inscrit | Averti      | Carton rouge | M.j.              | But inscrit       | Averti            | Carton rouge      | M.j.  | But inscrit | Averti | Carton rouge |
| --- | ---- | ------------------- | -------------------- | -------- | ----------- | ----------- | ----------- | ------------ | ----------------- | ----------------- | ----------------- | ----------------- | ----- | ----------- | ------ | ------------ |
| 2   |      | Fahd Moufi          | CS Sedan Ardennes    | National | 19          | 0           | 5           | 0            | 3                 | 3                 | 0                 | 0                 | 22    | 3           | 5      | 0            |
| 3   |      | Louis Nganioni      | Stade brestois 29    | Ligue 2  | 20          | 1           | 2           | 0            | 3                 | 0                 | 0                 | 0                 | 23    | 1           | 2      | 0            |
| 7   |      | Clément Grenier     | AS Rome              | Série A  | 6           | 0           | 1           | 0            | -                 | -                 | -                 | -                 | 6     | 0           | 1      | 0            |
| 7   |      | Romain Del Castillo | FP01 Bourg-en-Bresse | Ligue 2  | 37          | 5           | 3           | 0            | 1                 | 0                 | 0                 | 0                 | 38    | 5           | 3      | 0            |
| 7   |      | Olivier Kemen       | Gazélec Ajaccio      | Ligue 2  | 16          | 4           | 1           | 0            | -                 | -                 | -                 | -                 | 16    | 4           | 1      | 0            |
| 14  |      | Aldo Kalulu         | Stade rennais        | Ligue 1  | 10          | 0           | 1           | 0            | 1                 | 0                 | 0                 | 0                 | 11    | 0           | 1      | 0            |